# William Ramallo
Wílliam Luis Ramallo Fernández (ur. 4 lipca 1963 w Cochabambie) – boliwijski piłkarz grający na pozycji napastnika.

## Kariera klubowa
Karierę piłkarską Ramallo rozpoczął w klubie Destroyers Santa Cruz. W 1982 roku zadebiutował w jego barwach w pierwszej lidze boliwijskiej. W zespole Destroyers występował do 1993 roku i wtedy też przeszedł do Oriente Petrolero. Tam grał w latach 1994-1995, a następnie odszedł do Club Jorge Wilstermann z Cochabamby. W 1998 roku wywalczył z nim wicemistrzostwo kraju, a w 1999 roku zakończył karierę. Ogółem w lidze boliwijskiej strzelił 138 goli.

## Kariera reprezentacyjna
W reprezentacji Boliwii Ramallo zadebiutował w 1989 roku. W 1994 roku został powołany przez selekcjonera Xabiera Azkargortę do kadry na Mistrzostwa Świata w USA. Tam był podstawowym zawodnikiem i rozegrał 3 spotkania: z Niemcami (0:1), z Koreą Południową (0:0) i z Hiszpanią (1:3). W swojej karierze zaliczył także występy na Copa América 1993. Ogółem w kadrze narodowej od 1989 do 1997 roku rozegrał 36 meczów i strzelił 9 goli.